# Pecticossus castaneus
Pecticossus castaneus är en fjärilsart som beskrevs av M.Gaede 1929. Pecticossus castaneus ingår i släktet Pecticossus och familjen träfjärilar. Inga underarter finns listade i Catalogue of Life.